# Liêm Túc
Liêm Túc là một xã thuộc huyện Thanh Liêm, tỉnh Hà Nam, Việt Nam.

## Địa lý
Xã có diện tích 6,42 km², dân số năm 1999 là 5.133 người, mật độ dân số đạt 800 người/km².

## Hành chính
Xã Liêm Túc được chia thành 4 thôn: Đống Sấu Tháp, Tân Tín Vọng, Thượng Cầu Vọng, Vỹ Cầu Khách.

## Văn hóa

### Di tích lịch sử
- Di tích Đình Đống Cầu
- Di tích Đền Mẫu Đống Thượng
- Di tích Đền Ông
- Di tích Đền bà chúa Liễu
- Di tích đình Tín Đôn
- Di tích Đình Hát
- Di tích Đình Đống Sấu
- Di tích Đền ông Mổ Bụng
- Di tích Đền ông Rút Sườn
- Di tích Chùa Tam Thôn

## Danh nhân
- Quan Thượng Thư Nguyễn Sư Hựu: Thôn Đống Thượng
- Quan Ngự Sử Lê Văn Mai: Thôn Vỹ Khách
- Anh hùng LLVTND thời kì chống Mĩ, liệt sĩ CAND Lê Thanh Long: Thôn Tín Đôn